# Station Taczanów
Station Taczanów is een spoorwegstation in de Poolse plaats Taczanów.